# 13018 Geoffjames
13018 Geoffjames eller 1988 GF är en asteroid i huvudbältet som upptäcktes 10 april 1988 av den amerikanske astronomen Eleanor F. Helin vid Palomar-observatoriet. Den är uppkallad efter Geoffrey K. James.
Asteroiden har en diameter på ungefär 8 kilometer och den tillhör asteroidgruppen Eunomia.